# Joseph Rigano
Joseph Rigano (New York, 2 aprile 1933 – New York, 27 marzo 2014) è stato un attore statunitense, di origini italiane.

## Biografia
Ha interpretato spesso il mobster stereotipato, in pellicole come Casinò, Terapia e pallottole e Ghost Dog - Il codice del samurai. Ricordato per la sua voce fredda e rauca, Rigano partecipava regolarmente al Wiseguy Show di Vincent Pastore su Sirius Satellite Radio, venendo accreditato spesso come Joe Rigano.
È morto nel 2014, a 80 anni, per un cancro alla gola.

## Filmografia parziale
- Balliamo insieme il twist (1961)
- Tre camere a Manhattan (1965)
- La sua calda estate (1969)
- Dear Mr. Wonderful, regia di Peter Lilienthal (1982)
- Casinò, regia di Martin Scorsese (1995)
- Terapia e pallottole (1999)
- Ghost Dog - Il codice del samurai, regia di Jim Jarmusch (1999)
- Mickey occhi blu (1999)
- Accordi e disaccordi (1999)
- The Crew - I soliti amici (The Crew), regia di Michael Dinner (2000)
- Hollywood Ending, regia di Woody Allen (2002)
- Coffee and Cigarettes, regia di Jim Jarmusch (2003)

## Doppiatori italiani
Nelle versioni in italiano delle opere in cui ha recitato, Joseph Rigano è stato doppiato da:
- Vincenzo Ferro in Coffee and Cigarettes
- Goffredo Matassi in Ghost Dog - Il codice del samurai